# Tsiatsan
Tsiatsan är en ort i Armenien.   Den ligger i provinsen Armavir, i den västra delen av landet, 21 kilometer väster om huvudstaden Jerevan. Tsiatsan ligger 889 meter över havet och antalet invånare är 1 050.
Terrängen runt Tsiatsan är platt åt sydost, men åt nordväst är den kuperad. Terrängen runt Tsiatsan sluttar söderut. Runt Tsiatsan är det ganska tätbefolkat, med 230 invånare per kvadratkilometer.. Närmaste större samhälle är Etjmiadzin, 3,4 kilometer sydost om Tsiatsan.
Trakten runt Tsiatsan består i huvudsak av gräsmarker.